# تمشک (سرده)
تمشک (سرده) (نام علمی: Rubus) نام یک سرده از زیرخانواده رزوئیده است.

## گونه‌ها
- تمشک آلپ Rubus alpinus
- تمشک ارمنی Rubus armeniacus
- تمشک ارونسیس Rubus arvensis
- تمشک استرالیایی Rubus australis
- تمشک برفی Rubus nivalis
- تمشک سرخ جنگلی Rubus spectabilis
- تمشک سنگی Rubus saxatilis
- تمشک سه‌رنگ Rubus tricolor
- تمشک سیاه Rubus occidentalis
- تمشک شمالی Rubus chamaemorus
- تمشک قرمز Rubus idaeus
- تمشک قطبی Rubus arcticus
- تمشک کبود Rubus caesius
- تمشک کانادایی Rubus canadensis
- تمشک معمولی Rubus vulgaris
- رابوس کراتائگیفولیس Rubus crataegifolius